# Biserica Hristos Pantocrator din Nesebăr

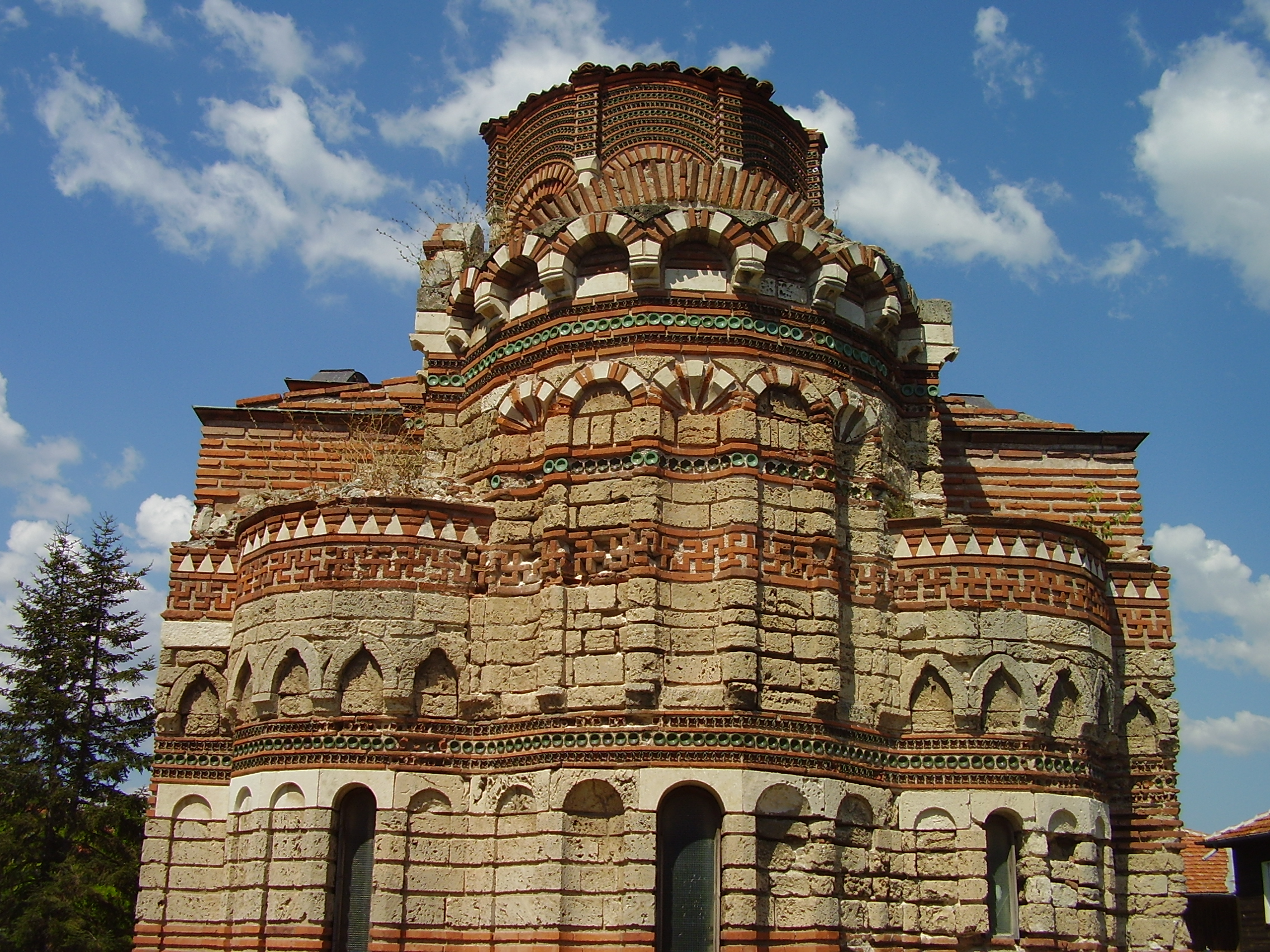
Absida elaborat decorată dinspre est

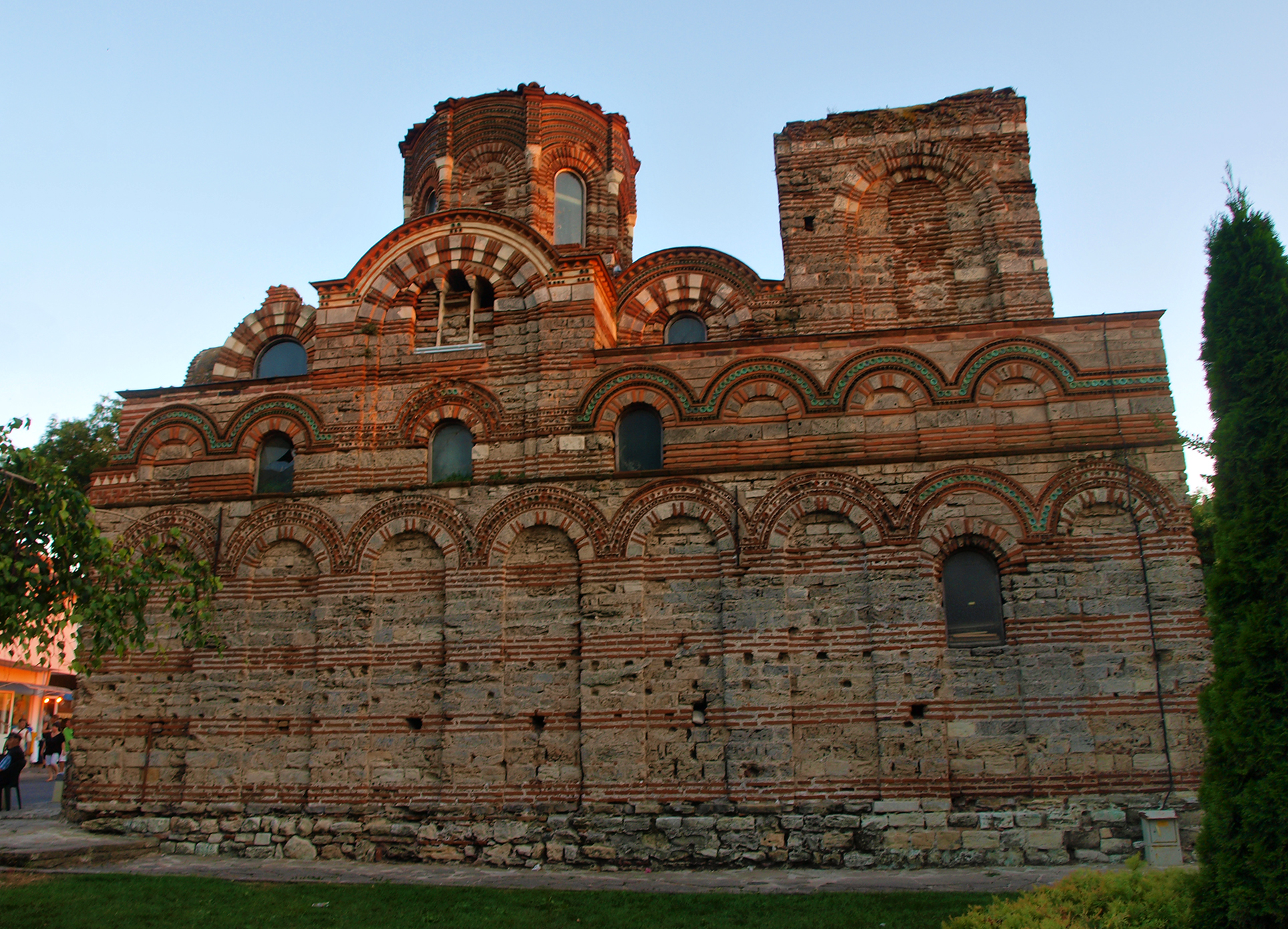
Fațada nordică

Biserica Hristos Pantocrator (în bulgară църква „Христос Пантократор”, transliterat: țărkva „Hristos Pantokrator” sau църква „Христос Вседържател“, țărkva „Hristos Vsedărjatel“, în greaca bizantină: Ναός Χριστού Παντοκράτωρος) este o biserică ortodoxă medievală din orașul Nesebăr (în Evul Mediu, Mesembria) din estul Bulgariei, aflat pe malul Mării Negre în regiunea Burgas. Biserica Hristos Pantocrator, parte a sitului din Patrimoniul Mondial UNESCO reprezentat de orașul Nesebăr, a fost construită în secolele al XIII-lea–al XIV-lea și este cunoscută mai ales pentru elaboratele sale decorațiuni exterioare. Astăzi funcționând ca galerie de artă, biserica s-a păstrat în mare parte intactă și se numără printre cele mai bine conservate biserici medievale din Bulgaria.

## Istorie
Biserica Hristos Pantocrator este de obicei datată la sfârșitul secolului al XIII-lea sau începutul secolului al XIV-lea. Robert G. Ousterhout, specialist de la Universitatea Pennsylvaniei, datează construcția la mijlocul secolului al XIV-lea. Jonathan Bousfield, autor Rough Guides⁠(d), o atribuie domniei țarului Ivan Alexandru al Bulgariei (domnie 1331–1371), deși în acest timp Nesebărul a trecut de multe ori din mâinile celui de al Doilea Țarat Bulgar în ale Imperiului Bizantin și invers. Biserica este închinată lui Hristos Pantocrator, o denumire a lui Dumnezeu care în limba greacă înseamnă „Atotputernic”.
Biserica este situată pe strada Mesembria, lângă intrarea în centrul vechi al Nesebărului. În prezent, găzduiește o galerie de artă în care sunt expuse lucrări ale unor artiști bulgari. Deoarece aparține orașului vechi Nesebăr, biserica Hristos Pantocrator face parte din situl Patrimoniului Mondial UNESCO alcătuit din orașul medieval Nesebăr, precum și din cele 100 de situri turistice din Bulgaria⁠(d). Din 1927, a fost protejat de stat ca „antichitate națională” și a fost inclus în monumentele culturii bulgare de importanță națională în 1964.

## Arhitectura
Biserica este proiectată în stil bizantin de cruce înscrisă⁠(d). A fost construită din piatră și cărămidă, o tehnică de construcție cunoscută sub numele de Opus mixtum⁠(d) și măsoară 16×6,90 m,   sau 14,2×4,8 m, în funcție de sursă. Pereții bisericii au o grosime de 80 cm. Culoarea cărămizilor conferă bisericii un aspect roșcat.
Biserica are un pronaos⁠(d) și un naos cu un plan alungit în esență dreptunghiular. Pronaosul este mic, dar are sub el un mormânt medieval. Există patru intrări în biserică: două înspre naos din sud și vest și alte două înspre pronaos din vest și nord. Absida bisericii are trei părți mici care se suprapun una pe cealaltă pentru a forma o singură unitate mai mare. Proteza⁠(d) și diaconiconul bisericii se află lângă absidă.
Cupola, de formă octogonală, stă proeminentă deasupra centrului celulei. Acesta era susținut de patru coloane acum distruse, care erau situate chiar sub el. Clopotnița integrată a fost construită deasupra pronaosului, așa cum se obișnuia în arhitectura bisericească contemporană bizantină și se întinde de la structura principală dreptunghiulară. Clopotnița a fost inițial dreptunghiulară, deși este acum parțial în ruine. La ea se ajungea dinspre sud prin intermediul unei scări de piatră.

## Decorațiuni

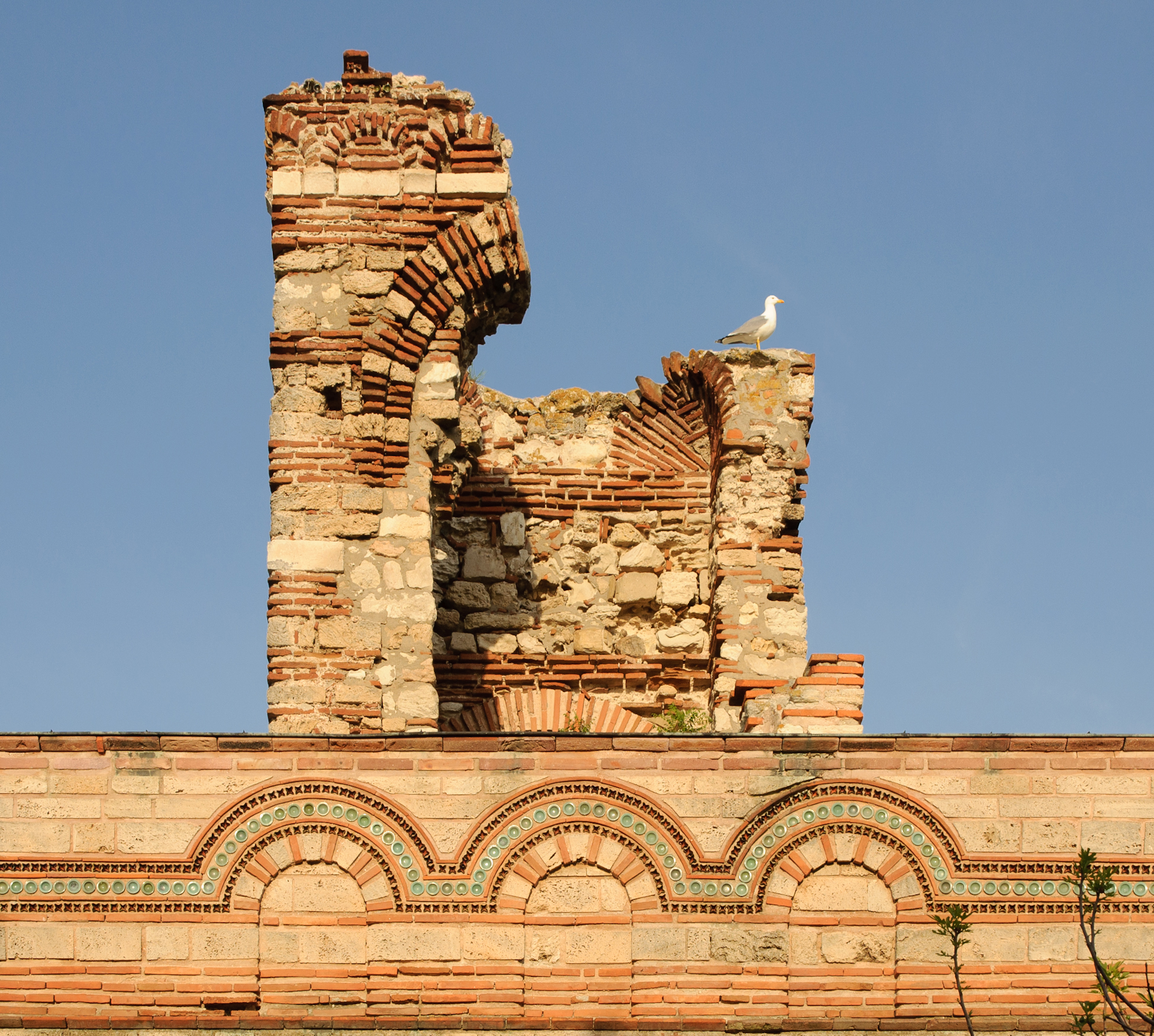
Detalii de pe fațada de vest.

Cea mai cunoscută caracteristică a bisericii Hristos Pantocrator este decorul bogat și colorat al zidurilor sale exterioare. Cea mai bogat decorată parte a bisericii este partea estică cu absida și, în ansamblu, toate laturile bisericii prezintă diferite ornamente. Fâșiile interschimbabile de trei sau patru rânduri de cărămizi și pietre sculptate, care creează un model optic, sunt cel mai simplu tip de decorațiune utilizat. Șiruri de arcade oarbe⁠(d), motive florale cu patru frunze, ornamente triunghiulare, ceramică circulară turcoaz și frize în formă de svastică din cărămidă se întind de-a lungul peretelui estic. Ousterhout compară aspectul arcadelor suprapuse ale bisericii cu un apeduct; un exemplu anterior al acestei configurații poate fi observat în biserica de la Çanlı Kilise din Cappadocia, lângă Aksaray, Turcia. Includerea svasticelor în decor este considerată neobișnuită și curioasă pentru turiști. Ea se explică prin utilizarea medievală a svasticii ca simbol al Soarelui⁠(d).
Decorarea pereților alungiți de nord și sud include arcade oarbe de cărămidă în partea de jos și o arcadă mare pentru fiecare perete adiacent domului cu o fereastră cu coloane în mijloc. Există ferestre deasupra arcadelor inferioare ale fațadei nordice și sudice. Cupola, care prezintă și un număr mare de detalii ornamentale și ceramică, are opt ferestre, câte una pentru fiecare dintre laturile sale. Frescele medievale care au fost pictate pe pereții interiori ai bisericii au fost păstrate doar fragmentar.